# فطريات أصيصية
الفطريات الأصيصية (الاسم العلمي: Chytridiomyceta) هي تحت مملكة من الفطريات.

## التصنيف
- تحت مملكة الفطريات الأصيصية
- الشعبة الأصيصينية
  - الطائفة الأصيصانية
    - رتبة الأصيصيات
      - الفصيلة الأصيصية
        - جنس الأصيصاء

  - الشعبة السويطينية
    - الطائفة السويطيانية
      - رتبة السويطيات
        - الفصيلة السويطية
          - جنس السويطاء